# Siemens Mobility

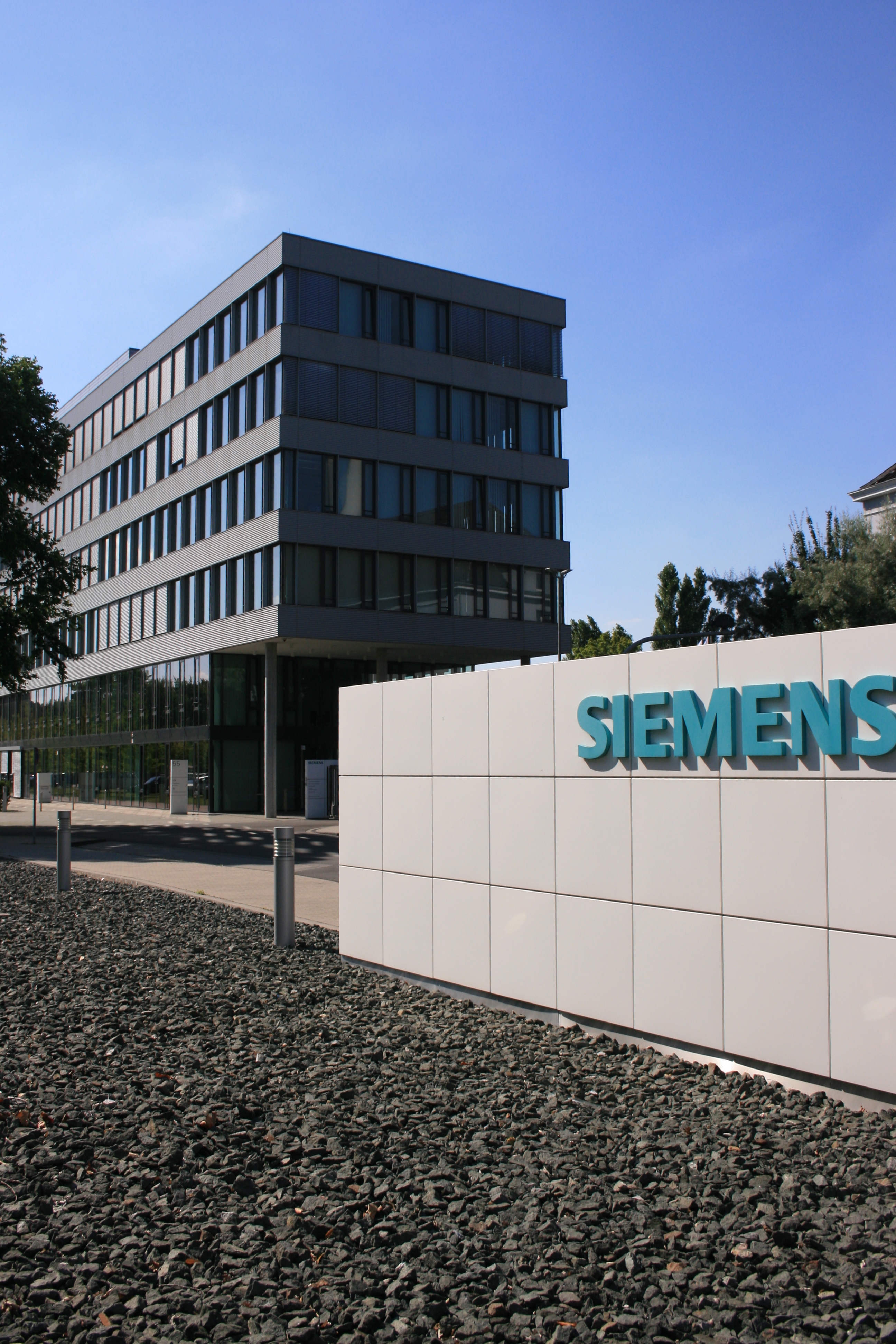
Verwaltungsgebäude der Siemens Mobility GmbH am Standort Krefeld-Uerdingen

Die Siemens Mobility GmbH mit Sitz in München ist die Führungsgesellschaft für das internationale Mobilitätsgeschäft des Siemens-Konzerns.

## Geschichte
Seit Gründung des Geschäftsbereichs Verkehrstechnik der Siemens AG im Jahr 1989 wurde der Bereich mehrmals umorganisiert und umbenannt. Siemens übernahm 1989 die Aktienmehrheit der Duewag, das Unternehmen wurde 1999 in Siemens Duewag Schienenfahrzeuge GmbH umbenannt, 2003 wurden die Minderheitsaktionäre per Squeeze-out abgefunden. Ab 1992 wurde sukzessiv die SGP Verkehrstechnik GmbH übernommen.

1994 wurde die Krupp Verkehrstechnik GmbH übernommen. Zwischen 1996 und 2001 wurde sukzessiv Matra Transport International S.A.S. übernommen.
Im Geschäftsjahr 1996/97 erwirtschaftete der Unternehmensbereich Verkehrstechnik (VT) einen Verlust von 177 Millionen DM. Der Umsatz war auf 4,1 Milliarden zurückgegangen, der Auftragseingang auf einen Rekordwert von 7,1 Milliarden DM angestiegen.
Ab Ende 2000/Anfang 2001 trat das Unternehmen unter der Bezeichnung Transportation Systems (TS) auf, um die internationale Verständlichkeit zu verbessern. Auch die Geschäftsgebiete erhielten dabei englische Bezeichnungen: Automation Railways (Betriebsführungssysteme Fernverkehr), Automation Mass Transit (Betriebsführungssysteme Nahverkehr), Electrification (Bahnelektrifizierung), Turnkey Systems (Gesamtanlagen), Locomotives (Lokomotiven) und Trains (Triebzüge).
Im Jahr 2001 wurden Teile des Herstellers ČKD Dopravní systémy von Siemens erworben und firmierten als Siemens kolejová vozidla s.r.o.; Geschäftsfelder waren der Bau von Reisezugwagen, Triebzügen und die Konstruktion. Das Werk in Prag wurde 2009 geschlossen.
Nach der Mannesmann-Übernahme verkaufte Vodafone den Industriebereich Atecs an ein Konsortium aus Siemens und Bosch, die Siemens Mobility übernahm aus diesem Paket das ehemalige Kerngeschäft von Krauss-Maffei, dessen Werk in München-Allach gehört heute zur Mobility.
Im Geschäftsjahr 2002 erzielte der Bereich mit 17.100 Mitarbeitern einen Umsatz von 4,4 Milliarden Euro. Das EBIT lag bei 247 Millionen Euro, der Auftragseingang bei 5,25 Milliarden Euro einschließlich eines Rekordauftrags für die Lieferung von 1.200 Desiro-UK-Regionaltriebzügen in Höhe von 1,6 Milliarden Euro.
Infolge von Garantieansprüchen aus den Combino-Straßenbahn-Fahrzeugen verbuchte die Sparte im zweiten Quartal 2004 einen operativen Verlust von 289 Millionen Euro; die Sonderbelastungen wurden auf insgesamt 364 Millionen Euro beziffert.
Von 2008 bis September 2011 war die in Mobility (MO) umbenannte Division ein Teil des Siemens Sektor Industry. Ab dem 1. Oktober 2011 wurde das Geschäft auf die beiden Divisionen Rail Systems (RL) und Mobility and Logistics (MOL) aufgeteilt und Teil des neu gegründeten Siemens-Sektors Infrastructure & Cities. Zum 1. Oktober 2014 wurde die übergeordnete Sektor-Ebene wieder abgeschafft. Die vormaligen Divisionen Rail Systems (RL) und Mobility and Logistics (MOL) und das Segment Rail Electrification aus dem Sektor Energy gingen wieder in der neu vereinigten Division Mobility auf.
Im November 2012 erwarb Siemens für 1,7 Milliarden Britische Pfund Invensys Rail und damit auch Kompetenzen zum Bau von ETCS-Streckenausrüstung.
Im September 2017 gaben Siemens und Alstom bekannt, ihre jeweiligen Bahntechnikaktivitäten zusammenlegen zu wollen. Dabei sollte die börsennotierte Alstom den Kern einer fusionierten Siemens-Alstom bilden. Siemens wollte an diesem Unternehmen knapp über 50 Prozent und damit die Kontrolle übernehmen. In Vorbereitung der Fusion wurde die damalige Division Mobility samt zugehörigen Konzernfunktionen wie Personal, Controlling etc. aus Siemens herausgelöst. Seitdem agiert sie als eigenständige Siemens Mobility GmbH. Im Februar 2019 untersagte die zuständige EU-Kommissarin Margrethe Vestager jedoch die Fusion, da sich diese negativ auf den Binnenwettbewerb und somit letztlich auch auf die Verbraucher auswirken würde. Die geplante Fusion wurde nicht vollendet und die Siemens Mobility blieb als 100%-Tochter Teil des Siemens-Konzerns.
Im Mai 2022 erhielt Siemens Mobility den laut eigenen Angaben größten Auftrag in der Geschichte von Siemens: Es erhielt den Zuschlag zum Aufbau eines mehr als 2000 km langen Hochgeschwindigkeitsnetzes in Ägypten, einschließlich 41 Hochgeschwindigkeitszügen, 94 Regionalzügen und 41 Güterlokomotiven.
Nachdem Siemens Mobility den Auftrag für die Lieferung von U-Bahn-Wagen für die Piccadilly Line erhalten hatte, wurde beschlossen, ein neues Werk in Goole in Großbritannien zu bauen. Das Werk wurde am 3. Oktober 2024 offiziell eröffnet.
Im Januar 2023 bekam Siemens Mobility den Zuschlag für den Bau von 1200 Elektro-Lokomotiven für den Güterverkehr in Indien. Der Auftrag von Indian Railways, mit einem Volumen von rund drei Milliarden Euro vor Steuern, umfasst außerdem Wartung und Instandhaltung der Lokomotiven für 35 Jahre. Es ist der größte Lokomotivenauftrag in der Geschichte des Unternehmens.
Ende August 2023 erhielt Siemens Mobility von den Österreichischen Bundesbahnen (ÖBB) den Auftrag zur Lieferung von bis zu 540 neuen Elektrotriebzügen des Typs Mireo ab 2028 im Wert von rund 5 Milliarden Euro.
Im Februar 2024 erhielt Siemens Mobility vom Schienenfahrzeugvermieter Railpool einen Auftrag über die Lieferung von bis zu 250 Vectron-Lokomotiven mit einem geschätzten Gesamtwert von 1 Milliarde Euro.
Um den Jahreswechsel 2024/2025 herum teilte Siemens Mobility dem Kunden VAG Verkehrs-Aktiengesellschaft Nürnberg mit, dass die Fertigung von Straßenbahnfahrzeugen aus wirtschaftlichen Gründen perspektivisch eingestellt wird und nur noch Bestellungen aus Optionen angenommen werden.

## Organisation

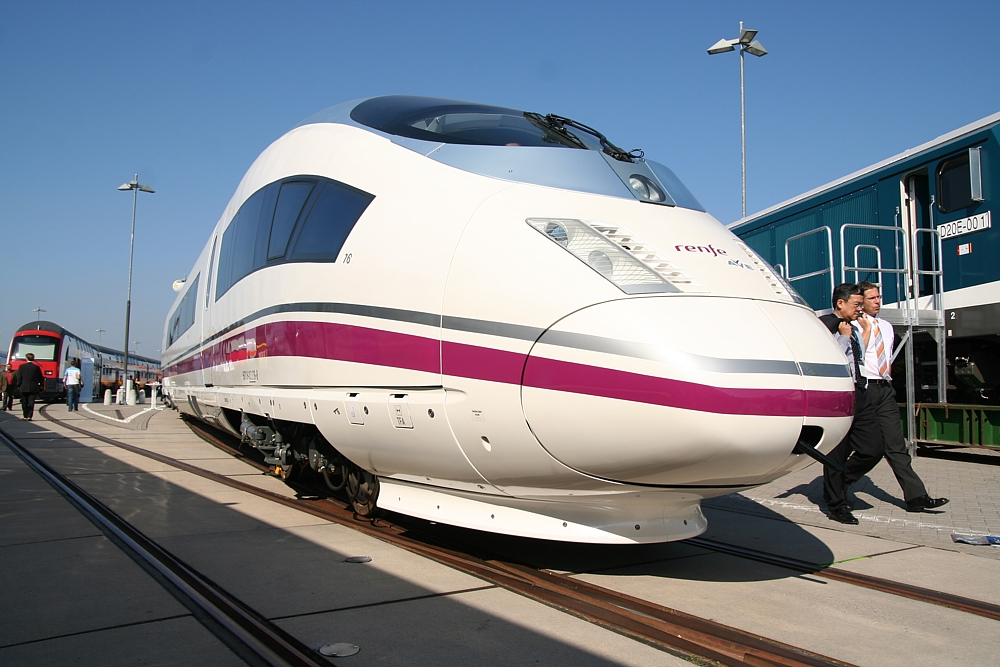
Spanischer Velaro

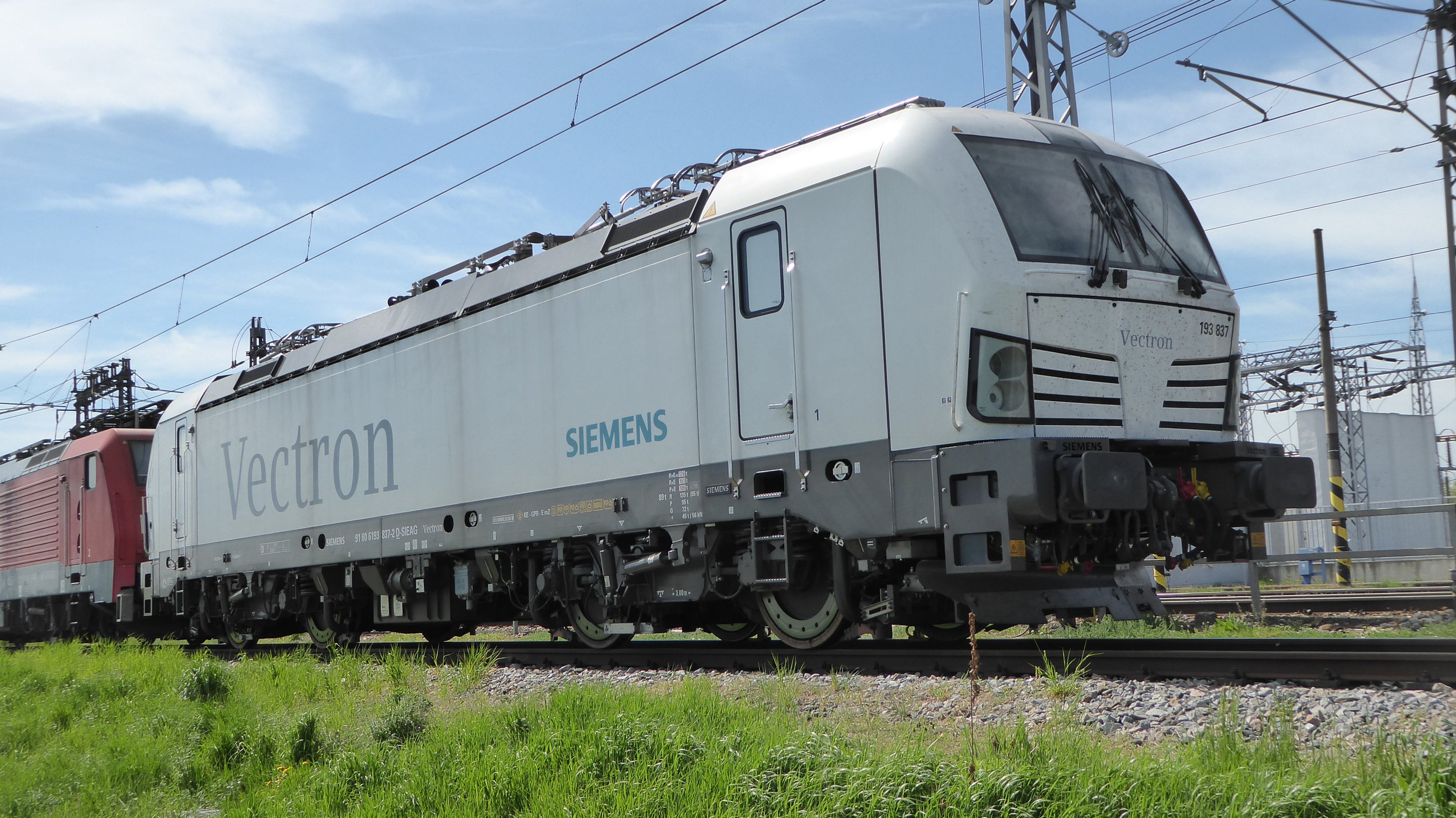
Siemens Vectron MS (193 837) auf dem Eisenbahnversuchsring Velim

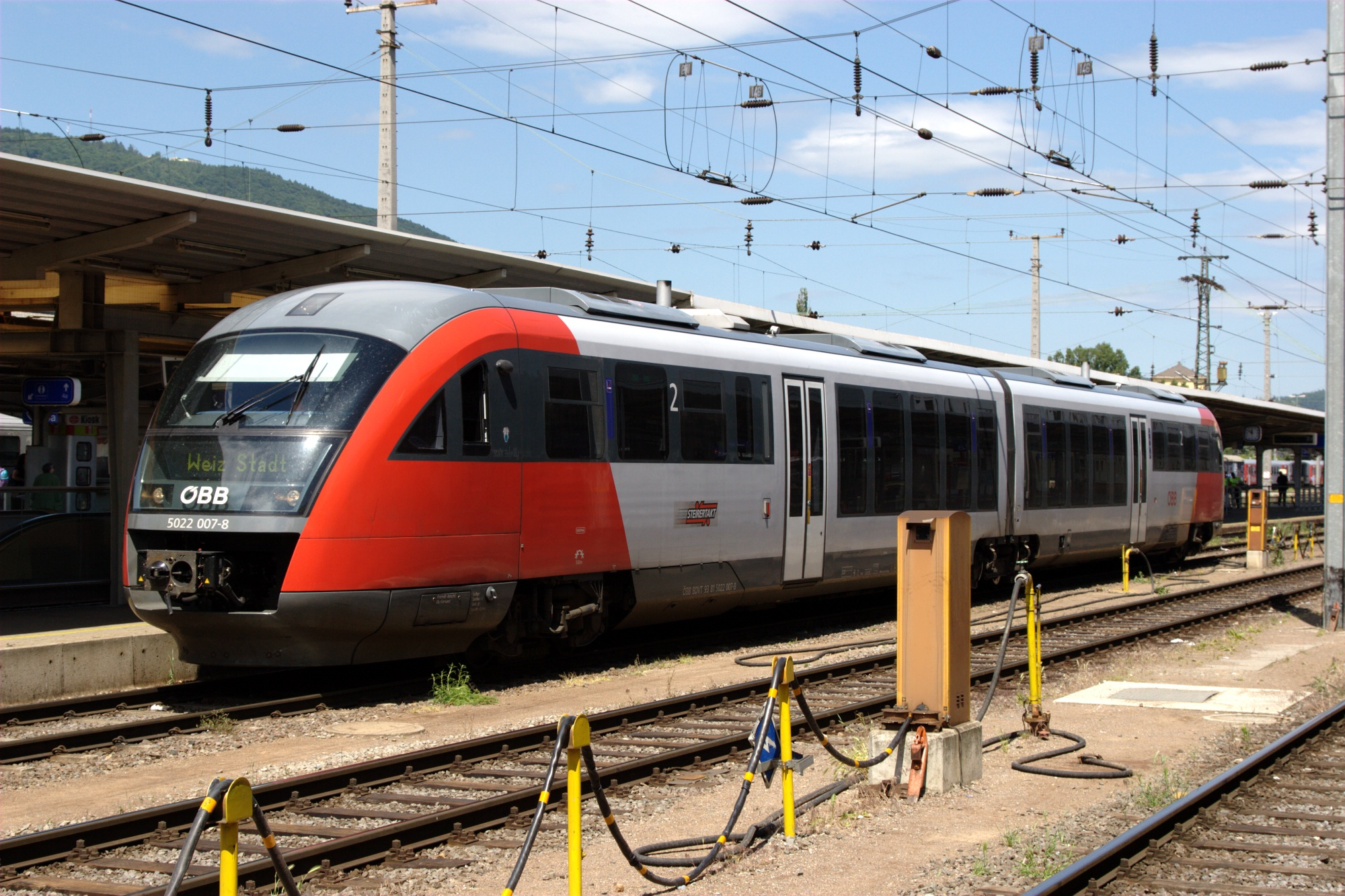
Desiro Classic Baureihe 5022 der ÖBB

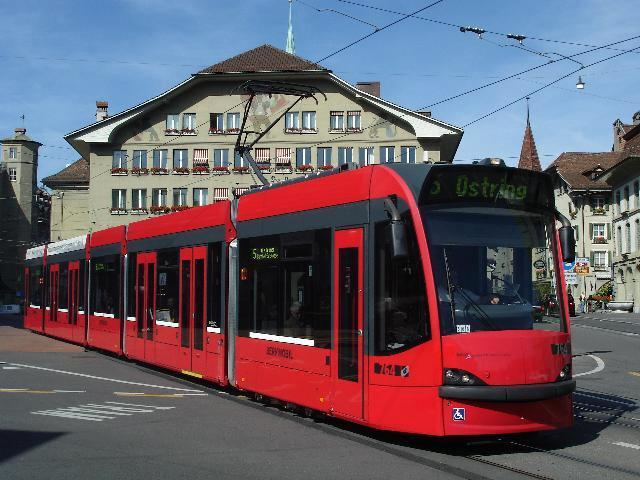
Combino-Straßenbahn in Bern

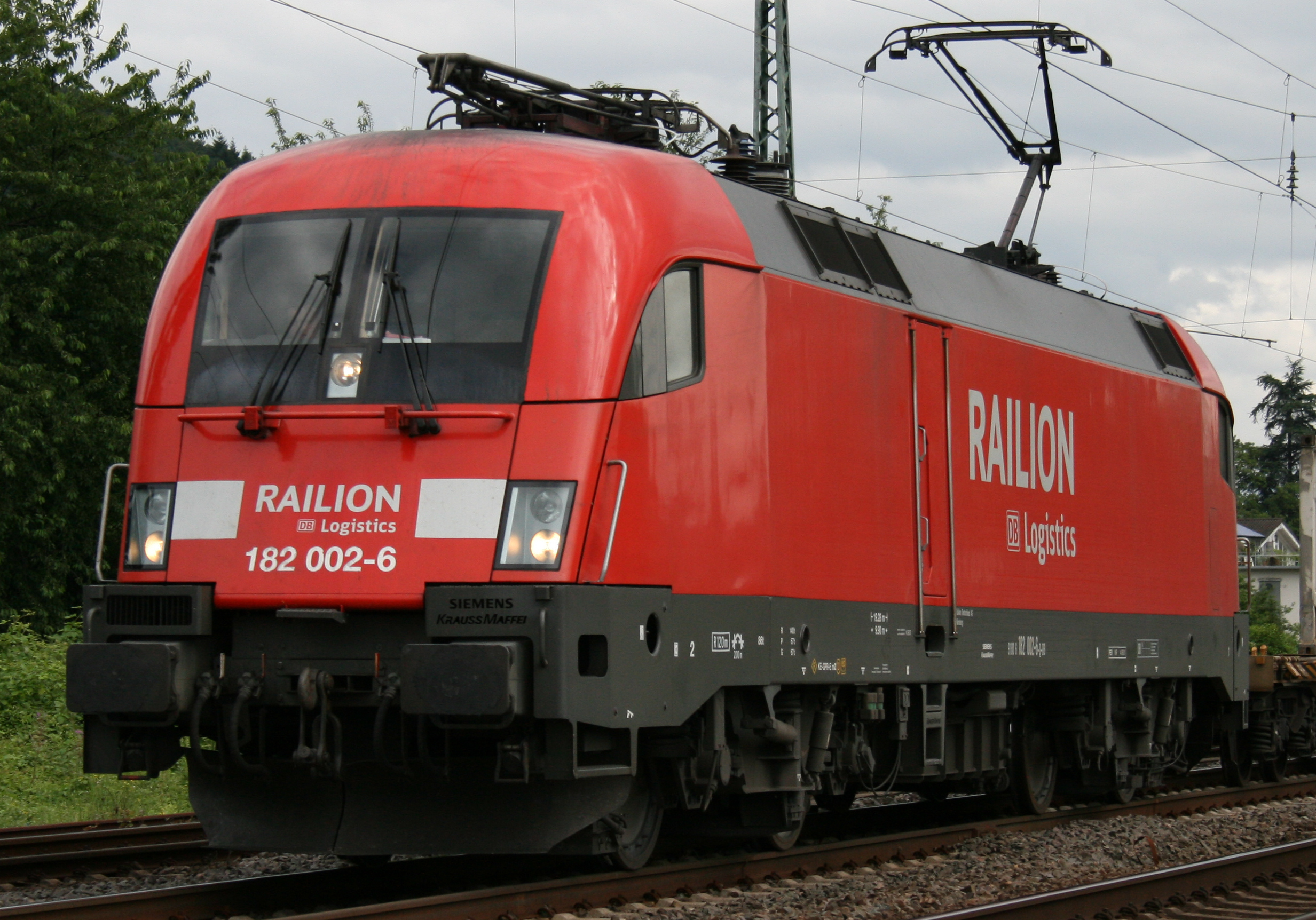
EuroSprinter ES64U2

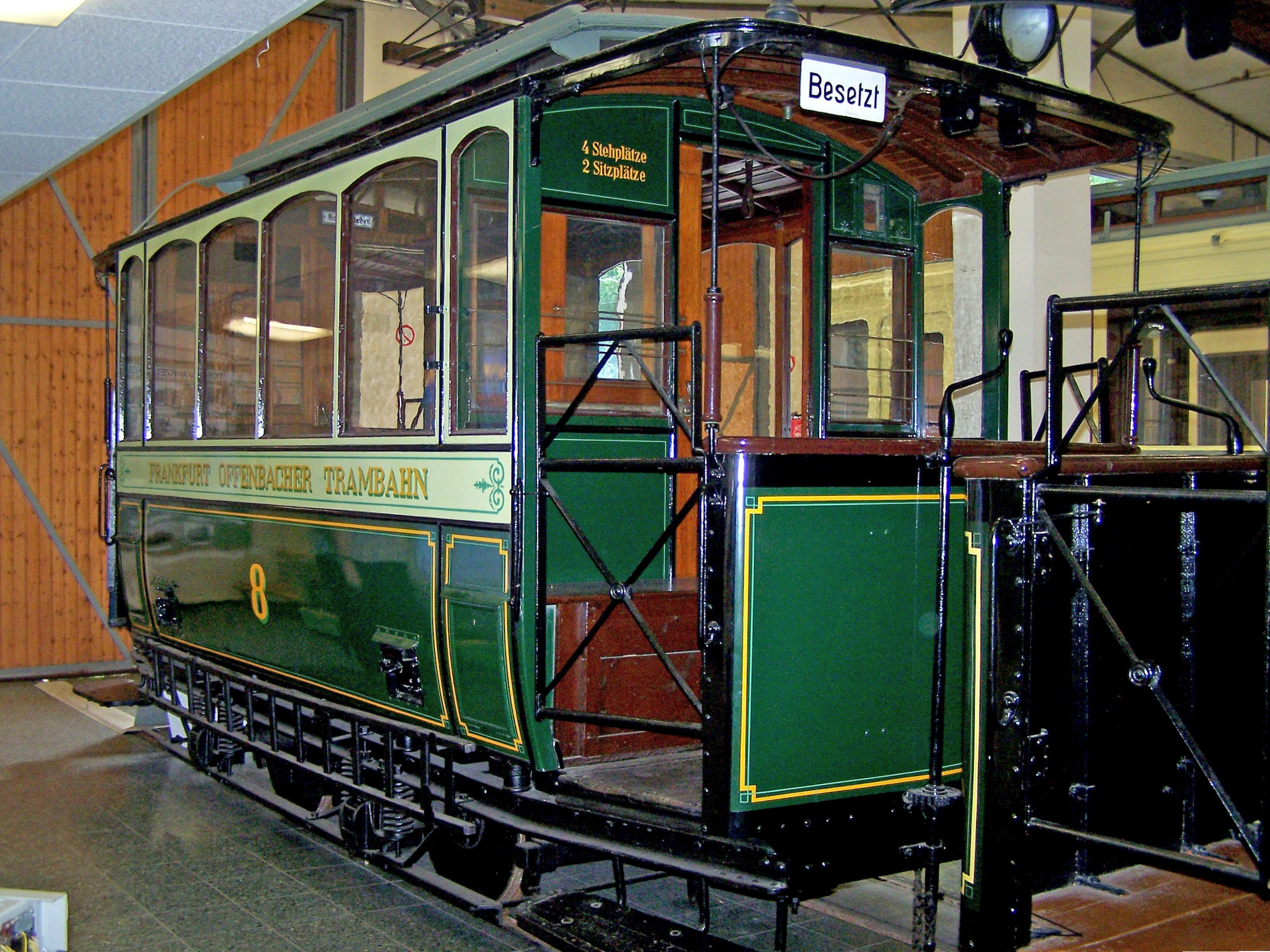
Triebwagen 8 der FOTG von 1884 im Frankfurter Verkehrsmuseum

Innerhalb der Siemens Mobility GmbH gibt es fünf Geschäftseinheiten:
- Rail Infrastructure: Signal- und Leittechnik für den Bahnverkehr; Bahnelektrifizierung
- Turnkey: Planung und Errichtung schlüsselfertiger Bahn-Gesamtanlagen
- Rolling Stock: Fahrzeuge für den Schienenverkehr: Regional-, Intercity- und Hochgeschwindigkeitstriebzüge, U-Bahnen, Straßen- und Stadtbahnen, Reisezugwagen, Fahrzeuge für den fahrerlosen Betrieb und Lokomotiven
- Customer Services: Instandhaltungs- und Serviceleistungen für Fahrzeuge und Infrastruktur
- Intelligent Traffic Systems: Straßenverkehrssteuerungs- und informationssysteme, Parkraum-Management sowie elektronische Bezahl- und Mautsysteme

## Bahninfrastruktur
Bei den Bahninfrastruktursystemen bietet Siemens Mobility ein breites Spektrum an.

### Elektrifizierung
Für den Betrieb der Elektrolokomotiven und Straßenbahnen fertigt Siemens Mobility Bahnstromsysteme, liefert Komponenten für Fahrleitungen und bietet deren Montage an.

### Bahnautomatisierung

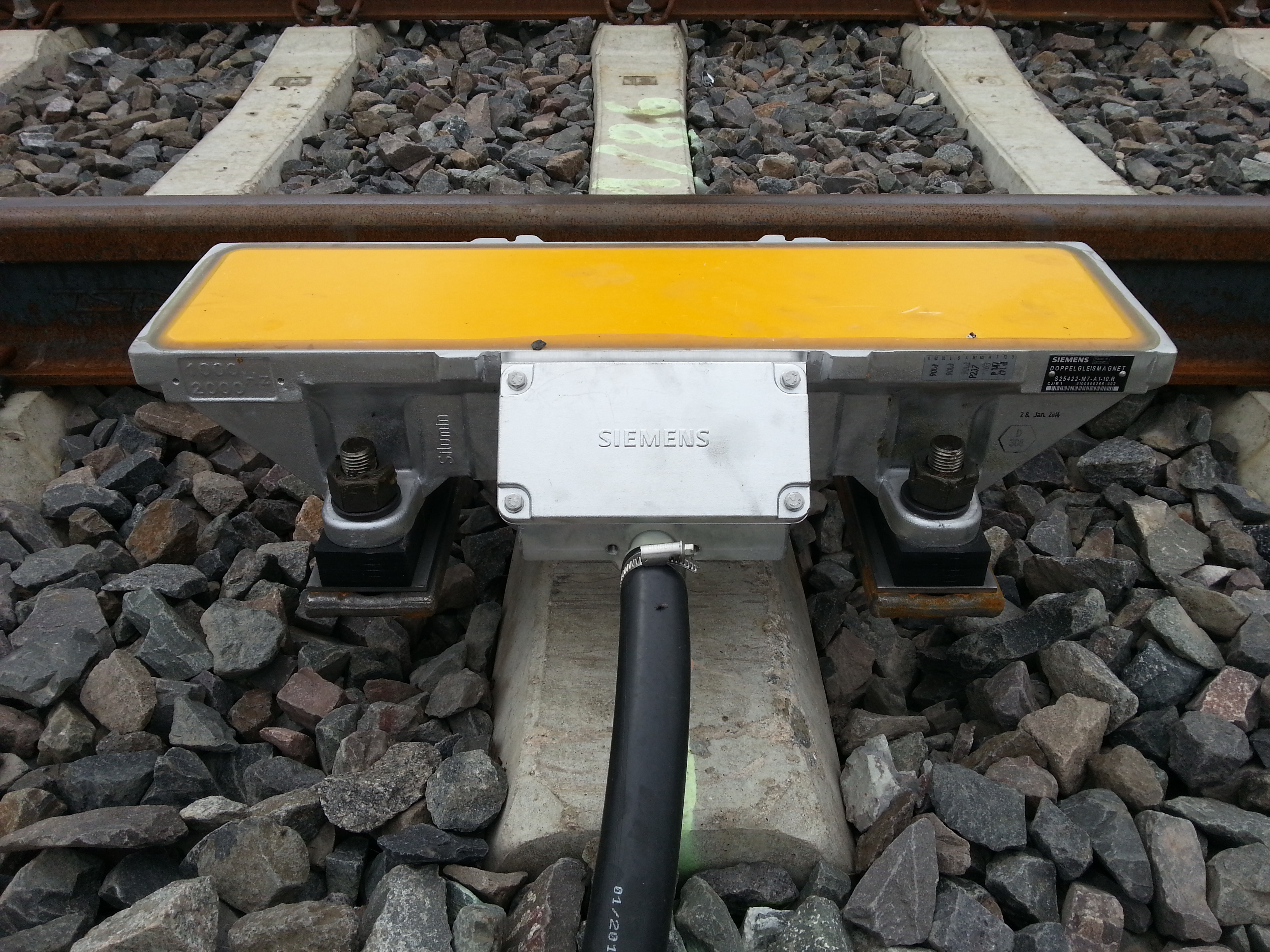
Gleismagnet für die Punktförmige Zugbeeinflussung von Siemens Mobility

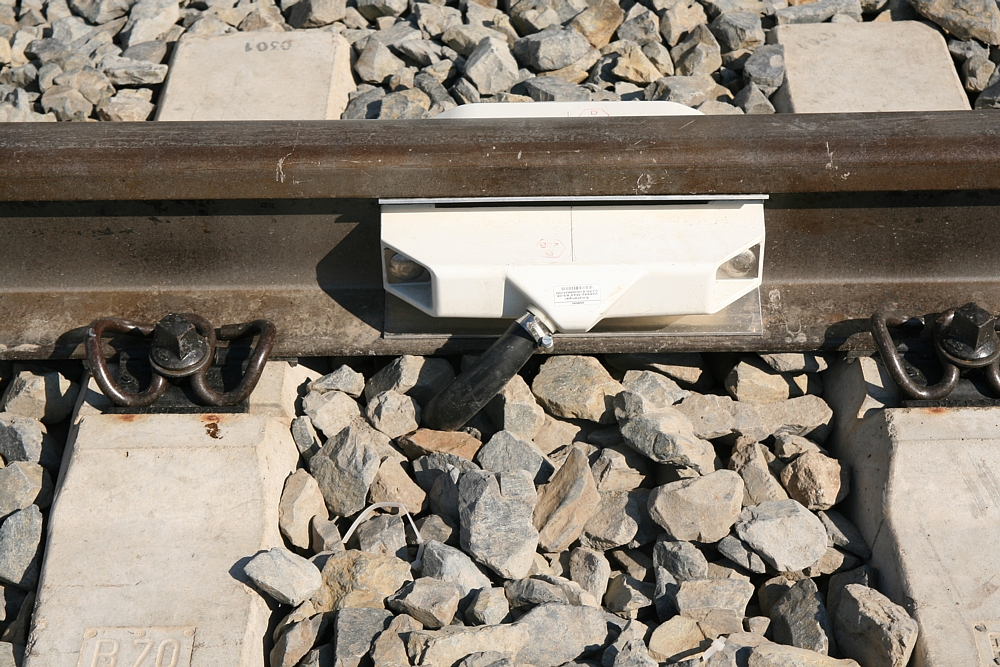
Achszähler von Siemens Mobility

Das Stammhaus (Sitz der Leitung) des Bereichs/der Business Unit Rail Infrastructure (vormalig: Rail Automation und Mobility Management) ist das Siemens-Werk Braunschweig, das auf die 1873 gegründete Eisenbahnsignal-Bauanstalt Max Jüdel & Co. zurückgeht. Heute gehören folgende Produkte zu diesem Bereich:
- Signale, Weichensteuerungssysteme, Bahnübergänge und Gleisfreimeldeeinrichtungen, wie z. B. Achszähler
- Sicherungssysteme wie Stellwerke, Blocksysteme und Zugbeeinflussungssysteme (Zugbeeinflussung Schweiz (ZUB), Punkt- (PZB) und Linienzugbeeinflussung (LZB), European Train Control System (ETCS))
- Planungs-, Betriebsleit- und Simulationssysteme
- Betriebsführungssysteme für die Automatisierung und Optimierung großer Rangierbahnhöfe
- Kommunikationssysteme, wie Fahrgastinformationssysteme an der Strecke, Videoüberwachungssysteme und Zugfunksysteme
- Schulungssysteme zum Training der Fahrdienstleiter für die Betriebsleitzentralen

Neben konventioneller Verkehrstechnik gibt es folgende Produkte:
- Im Konsortium mit ThyssenKrupp: Infrastruktursysteme und Fahrzeuge für die Magnetschwebebahn Transrapid
- Fahrerlose Züge im öffentlichen Personennahverkehr, z. B. das Produkt „VAL“ (Véhicule automatique léger) von Siemens Mobility Frankreich, oder das U-Bahn-Projekt RUBIN

## Bahn-Gesamtanlagen
Siemens Mobility tritt auf dem internationalen Markt auch als Systemintegrator auf. Das bedeutet, dass für den Kunden integrierte Bahn-Gesamtanlagen schlüsselfertig erstellt werden. Dabei werden die von Siemens Mobility gelieferten Komponenten wie Fahrzeuge, Signaltechnik und Bahnelektrifizierung und weitere extern zugelieferte Komponenten zu einem funktionierenden modernen Bahnsystem integriert. Die Errichtung von notwendigen Bauwerken wie Stationen, Brücken und Tunneln erfolgt durch geeignete Baupartner.
Beispiele für Bahn-Gesamtanlagen von Siemens Mobility sind die Linien 1 und 2 der Metro Riad und der Bangkok Skytrain.

## Schienenfahrzeuge
1879 präsentierte Werner von Siemens auf der Berliner Gewerbeausstellung die erste elektrische Lokomotive. 1881 wurde die von Siemens gebaute, erste elektrische Straßenbahn in Berlin-Lichterfelde eröffnet, bevor 1882 mit dem Elektromote der erste Vorläufer des Oberleitungsbusses folgte. Aus diesen Anfängen kristallisierte sich ein selbstständiger Geschäftsbereich heraus.
Siemens & Halske baute unter anderem den elektrischen Antrieb der ersten kommerziell betriebenen Straßenbahn-Triebwagen der Lokalbahn Mödling–Hinterbrühl (SB Tw 1–15) und der Frankfurt-Offenbacher Trambahn-Gesellschaft (FOTG) sowie die elektrischen Bestandteile der Streckentechnik. Der mechanische Teil und die Wagenkästen der Triebwagen und Beiwagen der FOTG wurde von der Waggonfabrik P. Herbrand & Cie in Köln-Ehrenfeld hergestellt.

### Nahverkehr
Im Bereich Mass Transit werden Stadtbahnfahrzeuge (wie Avanto und Avenio HF) sowie Fahrzeuge für S-Bahnen und U-Bahnen (VAL, Inspiro) angeboten. Auch Großkabinen für verschiedene H-Bahn-Systeme gehören zum Produktportfolio. Straßenbahnfahrzeuge (wie Combino, Avenio LF und ULF) werden hingegen nicht mehr angeboten, sondern nur noch im Rahmen bestehender Aufträge und deren Optionen hergestellt.

### Lokomotiven
Der Bereich Locomotives stellte die Lokomotiven EuroSprinter- und EuroRunner-Familien her. Heute werden in Europa vor allem die Lokfamilien Vectron und ihre Ableger angeboten. Für den nordamerikanischen Markt werden in Sacramento Lokomotiven der Charger-Familie für den schnellen Reisezugverkehr produziert.

### Triebzüge
Der Bereich Trains bietet eine Palette von Triebzügen für den Regional- und Hochgeschwindigkeitsbereich an.
Siemens Transportation Systems war am Bau der Hochgeschwindigkeitszüge InterCityExpress (ICE 1, ICE 2, ICE 3 und ICE 4) für die Deutsche Bahn bzw. das Vorgängerunternehmen Deutsche Bundesbahn beteiligt. Seit 2007 verbindet der im Werk in Krefeld-Uerdingen (einst Waggonfabrik Uerdingen/ DUEWAG) produzierte Siemens Velaro E die spanischen Städte Barcelona und Madrid. Im November 2005 wurde ein Vertrag über die Lieferung von 60 Hochgeschwindigkeitszügen für China unterschrieben, diese basieren auf der Velaro-Plattform und werden ab dem vierten Zug größtenteils in China produziert. Des Weiteren wird seit 2008 eine an die lokalen Gegebenheiten (z. B. Außentemperatur bis −50 °C, Breitspur, höherer Führerstand) angepasste Variante als Velaro RUS auf der Bahnstrecke Sankt Petersburg–Moskau sowie zwischen Moskau und Nischni Nowgorod eingesetzt.
Ein weiteres eingetragenes Warenzeichen ist der Desiro, der bei verschiedenen britischen Bahngesellschaften wie z. B. bei South West Trains im Einsatz ist. Im Jahr 2006/2007 wurden auch Züge für Suvarnabhumi Airport Rail Link in Bangkok gebaut. In Deutschland verkehrt der Desiro Classic als Baureihe 642 (Dieselversion) bei verschiedenen Bahnverkehrsunternehmen sowie als Desiro Mainline – ein elektrischer Triebzug für den Regionalverkehr. Diese Classic-Version wurde und wird in für die Länder angepassten Versionen hergestellt, z. B. für Österreich, Rumänien, Ungarn, Bulgarien und Griechenland.
Seit 2011 produzierte Siemens Mobility zudem den ICE 4 für DB Fernverkehr.

## Dienstleistungen
Zu den angebotenen Dienstleistungen gehören Wartungsverträge. Der Bereich Lokvermietung (Dispolok) wurde 2006 an Mitsui & Co. Ltd. verkauft und mit dem Leasinggeschäft von Mitsui Rail Capital Europe zu MRCE Dispolok zusammengelegt. Weiterhin führt Siemens Mobility die Planung und Integration schlüsselfertiger Neubaustrecken durch. Auch Finanzierungen größerer Eisenbahnprojekte können direkt beigesteuert werden. Für Schulungen im Bereich Verkehrstechnik gibt es eine „Rail Automation Academy“ (früher „Schule für Verkehrstechnik“) in Braunschweig und Berlin, sowie eine „Rolling Stock Academy“, die zusammen als „TS Academy“ interne und teilweise externe Schulungen anbieten.
Ersatzteile für das gesamte Produktspektrum werden auf dem Internetmarktplatz MoBase angeboten.

### Intermodale Lösungen
Siemens Mobility setzt sich für die Entwicklung von intermodalen Verkehrskonzepten ein. Dazu hat der Konzern verschiedene internationale Unternehmen aus dem Mobilitätssektor akquiriert, um sich als Mobility as a Service (MaaS)-Anbieter breit positionieren zu können. Siemens Mobility's intermodales Transportportfolio umfasst die folgenden Unternehmen und Bereiche: HaCon (Planungs-, Dispositions- und Informationssysteme), eos.uptrade (Ticketing-Lösungen), Bytemark (Plattformlösungen für Ticketing und Bezahlung) und Padam Mobility (SaaS-Anbieter für Demand-Responsive Transport).

## Straßenverkehrstechnik

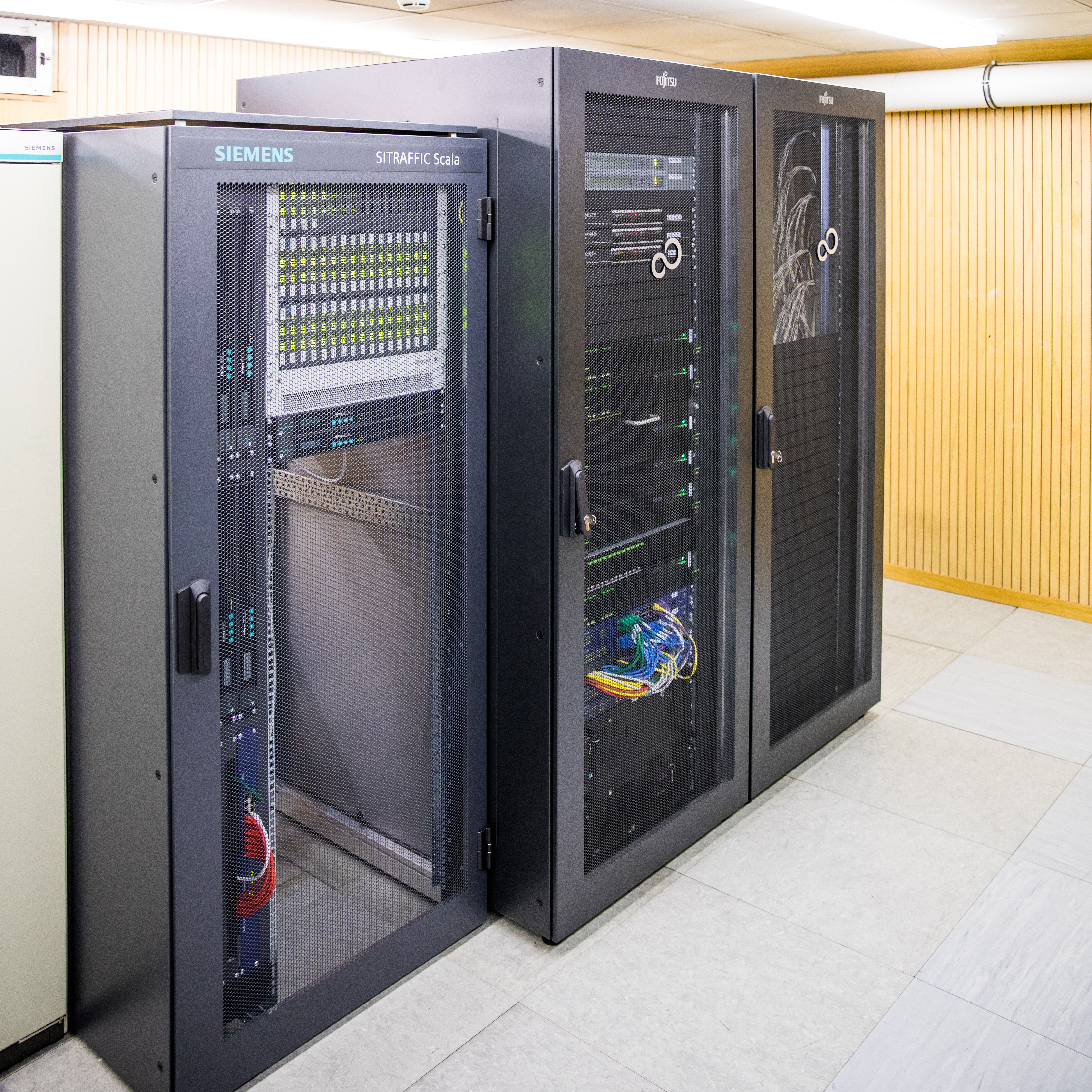
Verkehrsrechner „Sitraffic Scala“ der Stadt Köln, 2018

Das Segment Intelligent Traffic Systems (ITS) bietet Produkte und Systeme für den straßengebundenen Verkehr. In den drei Subsegmenten Urban und Interurban und „Electronic Tolling“ bietet Siemens Lösungen für die Verkehrssteuerung und das Verkehrsmanagement von ruhendem und fließendem Verkehr. Dazu gehören z. B. Lichtsignalanlagen (Ampelanlagen), Parkhaustechnik, Parkscheinautomaten, inner- und außerstädtische Steuer- und Leitzentralen (Verkehrsrechner, Netz-, Autobahn- und Tunnelsteuerung), sowie inner- und außerstädtische Mautlösungen, Umweltmanagement und Detektion. Als Dienstleistungen bietet ITS z. B. Verkehrsplanung, -umsetzung, Wartungsservice und Training an.
Im September 2020 hat Siemens mitgeteilt, dass dieses Segment bis Ende September 2021 in eine eigenständige Gesellschaft ausgegliedert werden soll. Im Februar 2021 wurde bekanntgegeben, dass diese eigenständige Gesellschaft Yunex Traffic heißen wird. Im Juni 2022 wurde Yunex Traffic an die italienische Infrastrukturholding Atlantia (nun Mundys) verkauft.